# André Le Gal
Pour les articles homonymes, voir Le Gal.
Ne doit pas être confondu avec André Le Gall, l'acteur français
Œuvres principales
Le Shangaïé
André Le Gal (11 novembre 1946 - 22 octobre 2013) est un écrivain français de romans d’aventures.

## Récompenses
- 1986 : Prix des Maisons de la presse pour Le Shangaïé
- 1990 : Prix Breizh pour Le roi des chiens
- 1998 : Prix Amic de l'Académie française pour l'ensemble de ses travaux[3].

## Œuvres
- 1986 : Le Shangaïé
- 1990 : Le Roi des chiens
- 1991 : L'Or des sables
- 1992 : Hawaï
- 1993 : Au caprice des esprits
- 1994 : Les Cœurs marins
- 1998 : Chroniques des gens de mer
- 1998 : Les Années fantômes
- 2002 : Saigon
- 2004 : Le Dernier Mandarin
- 2007 : Les Sœurs de Saint-Pétersbourg